# Richard Bergh
Richard Bergh (Estocolmo, 28 de dezembro de 1858 – Nacka, 29 de janeiro de 1919) foi um pintor, diretor de museu e escritor sueco, que desenvolveu o estilo romântico nacional e simbolista.

## Obras
- Esposa do artista (Konstnärens hustru, 1886) -  Museu de Arte de Gotemburgo, Gotemburgo, Suécia[4]
- A menina e a morte (Flickan och döden, 1888) [5]
- O cavaleiro e a virgem (Riddaren och jungfrun, 1897) - Thielska galleriet, Estocolmo, Suécia[6]
- Noite de verão nórdico (Nordisk sommarkväll, 1900) [7]

## Galeria

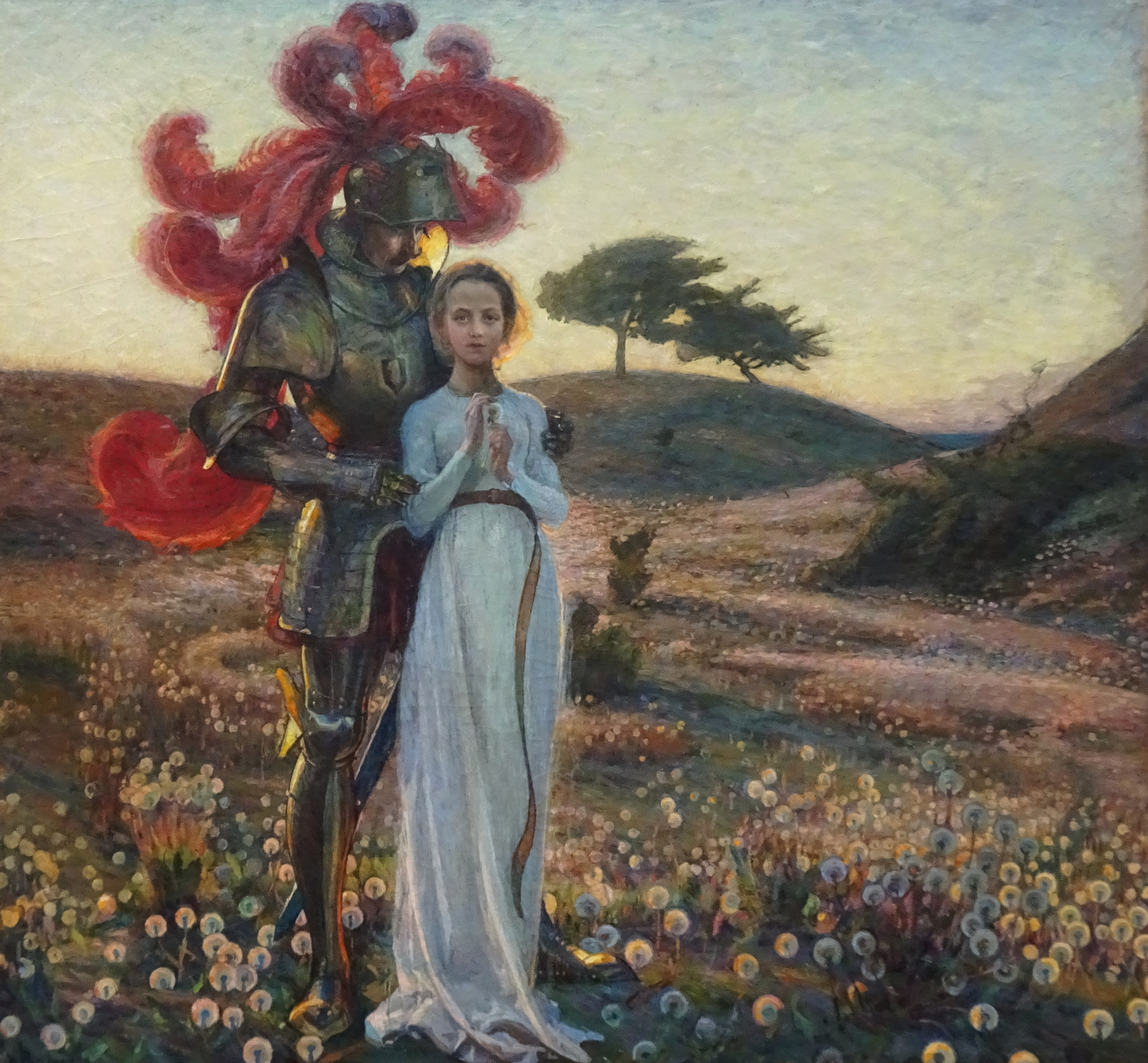
O cavaleiro e a virgem
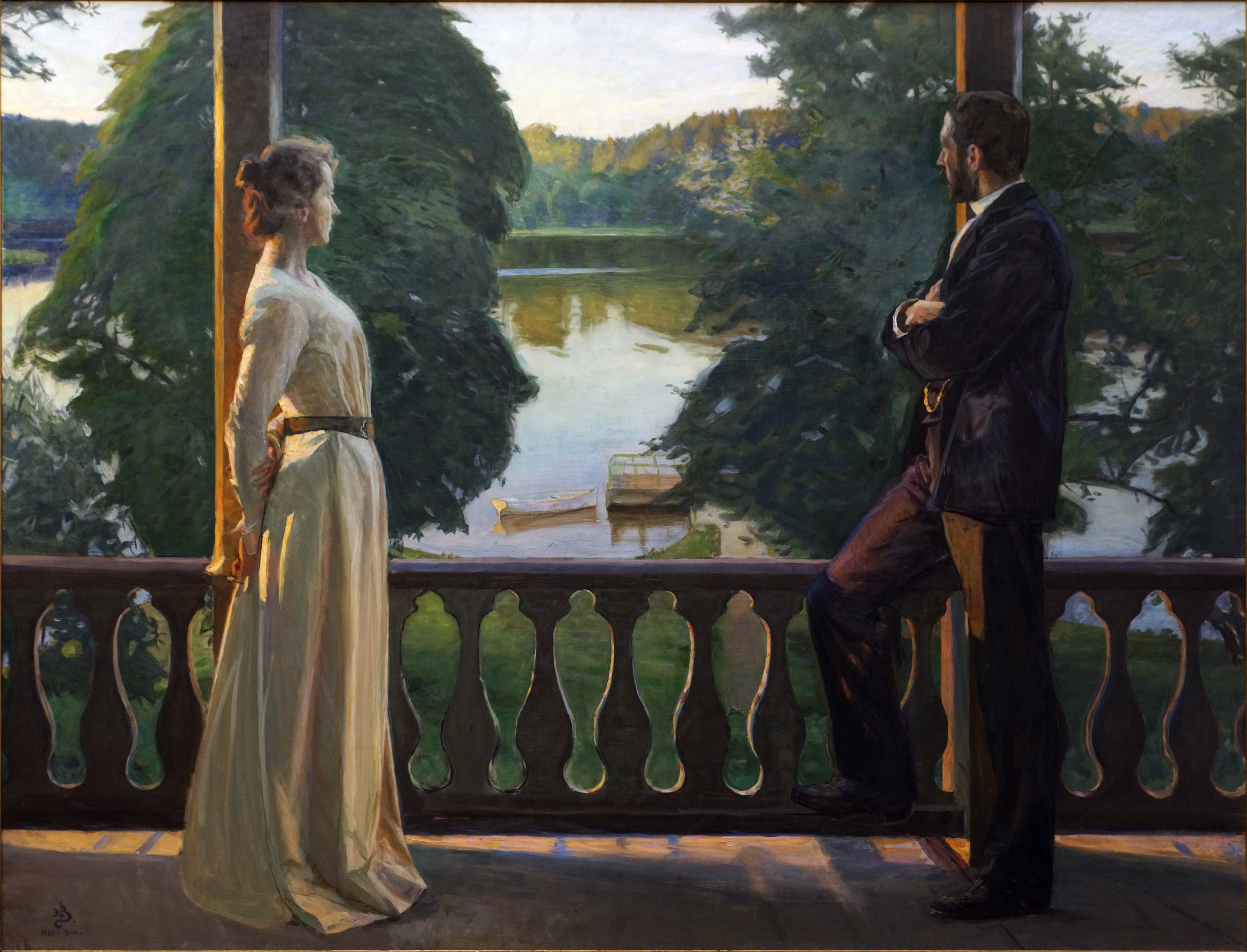
Noite de verão nórdico
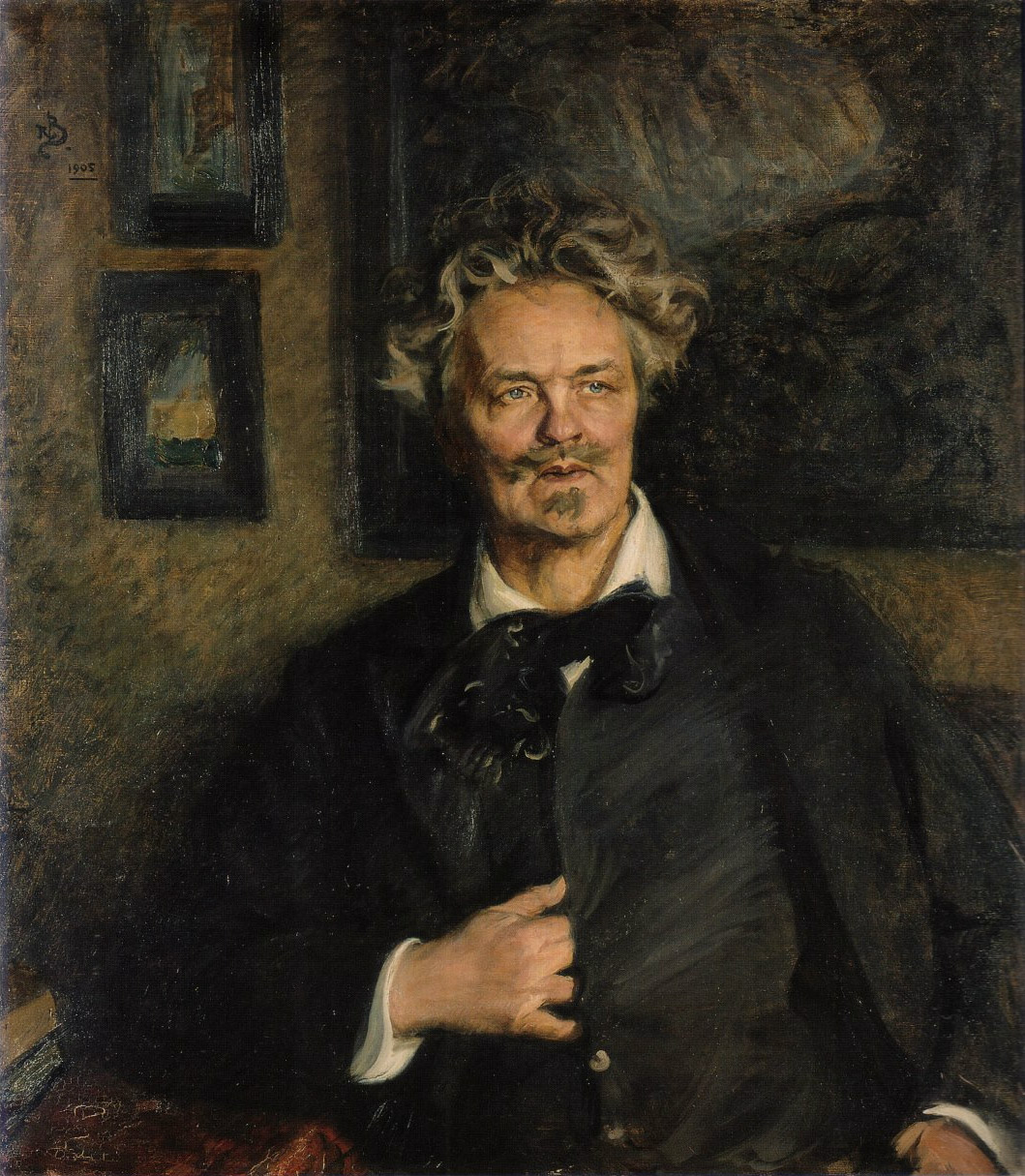
Retrato de August Strindberg